# نوامبر ۲۰۰۹
نوامبر ۲۰۰۹ یکی از ماه‌های ۲۰۰۹ (میلادی) است.

## ۱ نوامبر ۲۰۰۹
- آیت‌الله صانعی:«استعمار از استبداد در ایران حمایت می‌کند»

آیت‌الله یوسف صانعی با انتشار اطلاعیه‌ای، «قدرت‌های استعماری» را به حمایت از «دولت‌های مستبد» در ایران متهم کرد.آقای صانعی در اطلاعیه‌ای که روز یکشنبه به مناسبت ۱۳ آبان منتشر کرده، افزوده که «استعمار قدیم و جدید» در گذشته و حال، برای «بهره‌کشی»، از «حکومت‌های مستبد» حمایت کرده‌است.رادیو زمانه
- اتهامات بهزاد نبوی اعلام شد

بهزاد نبوی، عضو ارشد سازمان مجاهدین انقلاب اسلامی صبح امروز در شعبه ۱۵ دادگاه انقلاب به ریاست قاضی صلواتی حاضر و از رئیس دادگاه درخواست کرد با توجه به اینکه وی دو جلسه در دادگاه حاضر شده و علیه او کیفرخواست مفصلی قرائت شده و در آن به نبوی و سازمان مجاهدین انقلاب اسلامی اتهاماتی وارد شده‌است، جلسه دادگاه‌اش به صورت علنی برگزار شود تا بتواند به این اتهامات پاسخ دهد.صالح نیکبخت ، با اعلام این مطلب، اتهامات موکل خود را شرکت در راهپیمایی اعتراضی به نتیجه انتخابات در روزهای ۲۳ و ۲۵ خرداد ماه، اخلال در ترافیک در روزهای مذکور، تبلیغ علیه نظام و نگهداری اسناد محرمانه عنوان کرد.نوروز+اطلاعات بیشتر
- در مدارس ایران روحانی تمام وقت مستقر می شود

وزارت آموزش پرورش ایران تصمیم گرفته تا در تمامی مدارس کشور یک روحانی مستقر شود تا علاوه بر برگزاری نماز جماعت، به سئوالات و شبهات دانش آموزان پاسخ دهند.بی‌بی‌سی فارسی
- مسعود رسام درگذشت

مسعود رسام کارگردان مجموعه تلویزیونی «خانه سبز» امروز بعد از ظهر به علت سرطان خون در سن ۵۲ سالگی درگذشت.خبرگزاری مهر
- انصراف عبدالله از شرکت در انتخابات افغانستان

عبدالله عبدالله اعلام کرد که  در اعتراض به عملکرد نادرست حکومت و عملکرد نادرست کمیسیون انتخابات در دور دوم انتخابات ریاست جمهوری افغانستان شرکت نخواهد کرد.بی بی سی فارسی

## ۲ نوامبر ۲۰۰۹
- روزنامه سرمایه لغو امتیاز شد

روزنامه سرمایه از نشریات  منتقد سیاست های دولت محمود احمدی نژاد براساس تصمیم هیات نظارت بر مطبوعات در جلسه مورخ یازدهم آبان لغو امتیاز شد.هیات نظارت بر مطبوعات امتیاز روزنامه سرمایه را به استناد تبصره ۱۳ ماده ۱۱ قانون مطبوعات لغو کرد. روزنامه سرمايه پيش از اين چندين نوبت از هيات نظارت بر مطبوعات و اداره كل مطبوعات و خبرگزاری های داخلی تذكر كتبی دريافت كرده بود. نوروز ،رویترز
- انتشار مواضع سپاه پاسداران در مورد ۱۳ آبان

سپاه پاسداران انقلاب اسلامی و ستادکل نیروهای مسلح، درباره برگزاری تظاهرات روز ۱۳ آبان بیانیه صادر کردند.در بیانیه سپاه پاسداران آمده که روز ۱۳ آبان، روز ملی مبارزه با استکبار است و از شرکت‌کنندگان در این مراسم خواسته شده که تنها علیه آمریکا شعار بدهند.رادیو زمانه ،سپاه نیوز
- حامد کرزی رئیس جمهوری افغانستان شد

کمیسیون مستقل انتخابات افغانستان حامد کرزی را برنده دومین انتخابات ریاست جمهوری این کشور اعلام کرده‌است.این تصمیم در حالی اعلام شد که مقامات این کمیسیون گفتند دور دوم انتخابات ریاست جمهوری در افغانستان برگزار نمی‌شود.بی‌بی‌سی فارسی ،خبرگزاری صدای افغانستان+اطلاعات بیشتر
- انفجار انتحاری در پاکستان

به گزارش منابع رسمی دولت پاکستان، انفجار یک بمب نیرومند در پارکینگ هتل شالیمار در شهر راولپندی به کشته شدن دست کم سی تن و زخمی شدن حدود چهل نفر دیگر منجر شده‌است.بی‌بی‌سی فارسی

## ۳ نوامبر ۲۰۰۹
- احتمال پس گرفتن طرح هدفمند کردن یارانه‌ها

محمود احمدی نژاد بدون اطلاع قبلی در جلسه علنی مجلس حاضر شد و در یک سخنرانی غیرمنتظره هشدار داد که اگر نمایندگان در صدد باشند لایحه هدفمند کردن یارانه‌ها را به لایحه بودجه متصل کنند، لایحه هدفمند یارانه‌ها را پس بگیرد.تابناک، بی‌بی‌سی فارسی
- یک عضو جندالله در زاهدان اعدام شد

عبدالحمید ریگی روز دوشنبه در زندانی در شهر زاهدان بدار زده شد.با این حال گفت او برادر عبدالمالک ریگی رهبر جندالله نبود.صدای آمریکا

## ۴ نوامبر ۲۰۰۹
- حمله نیروهای امنیتی به معترضان در ایران

نیروهای امنیتی درایران  با گاز اشک آور و باتوم به  معترضان مخالف دولت در تظاهرات  ۱۳ آبان  حمله کردند همچنین به جز تهران ، دامنه اعتراض‌ها به شهرهای رشت، اصفهان و شیراز هم رسیده‌است.رسانه‌های دولتی جمهوری اسلامی از برگزاری مراسم ۱۳ آبان خبر داده‌اند و گزارش‌ها حاکی از تظاهرات مخالفان دولت در تهران است.نوروز ،پارلمان نیوز ،لس آنجلس تایمز، آشویتد پرس بی‌بی‌سی فارسی، .رادیو زمانه +اطلاعات بیشتر
- لباس شخصی‌ها مانع خروج میرحسین از فرهنگستان شدند

صبح امروز ده‌ها موتورسوار با لباس شخصی در مقابل هر دو در فرهنگستان هنر تجمع کرده و به شعار علیه میرحسین موسوی پرداختند و مانع خروج موسوی و پیوستنش به تظاهرات ۱۳ آبان شدند.پارلمان نیوز
- ضرب و شتم مهدی کروبی در راهپیمایی ۱۳ آبان

به گفته منابع نزدیک به مهدی کروبی، دبیرکل حزب اعتماد ملی، آقای کروبی که برای شرکت در راهپیمایی روز ۱۳ آبان به سوی میدان هفت تیر حرکت می‌کرد، مورد حمله قرار گرفت و زخمی شد، مهاجمان از ماموران نیروی انتظامی بودند که به سوی آقای کروبی و کسانی که اطراف او بودند گاز اشک آور هم شلیک کردند که براثر استشمام گاز ، آقای کروبی به زمین افتاد که با کمک محافظان و مردم، به خودروی خود بازگشت.بی‌بی‌سی فارسی ،رادیو زمانه+اطلاعات بیشتر
- زمین‌لرزه در بندرعباس

ساعت ۲ و ۵۶ دقیقه بامداد زمین‌لرزه‌ای به قدرت ۴٫۹ ریشتر در حوالی بندرعباس رخ داد. این زمین‌لرزه بیش از ۲۶۰ مصدوم برجای گذاشت.ایرنا

## ۵ نوامبر ۲۰۰۹
- کشته شدن دوازده نفر در اثر تیراندازی در پایگاه نظامی تگزاس

ارتش آمریکا اعلام کرده در اثر تیراندازی در پایگاه نظامی فورت هود در ایالت تگزاس ۱۲ نفر کشته و حداقل ۳۱ نفر زخمی شده‌اند.بی‌بی‌سی فارسی
- اعتصاب کارگران اوپل در آلمان

کارگران خودروسازی اوپل در آلمان در یک تظاهرات بزرگ شرکت کرده اند.این گردهمایی در مقابل دفتر مرکزی جنرال موتورز، شرکت آمریکایی که از جمله اوپل را تحت پوشش خود دارد، برگزار شده است.بی‌بی‌سی فارسی
- تهدید حامیان خارج از کشور جنبش سبز از سوی نظامیان

سرتیپ مسعود جزایری، معاون فرهنگی ستاد کل نیروهای مسلح جمهوری اسلامی با تاکید بر شناسایی بسیاری از معترضان در داخل و خارج از ایران وعده داده‌است که با آن‌ها چه در داخل و چه در خارج از کشور در زمان مناسب برخورد خواهد شد.بی‌بی‌سی فارسی+اطلاعات بیشتر
- دستگیری خبرنگار خبرگزاری فرانسه درایران

فرهاد پولادی خبرنگار خبرگزاری فرانسه که برای پوشش وقایع تظاهرات ۱۳ آبان به محل برگزاری مراسم رفته بود دستگیر شد.خبرگزاری آشویتدپرس،بی بی سی

## ۶ نوامبر ۲۰۰۹
- تیراندازی مرگبار در ارلاندو

در اثر تیراندازی در یک ساختمان بلند در شهر اورلاندو در ایالت فلوریدا دستکم یک نفر کشته و پنج تن زخمی شده‌اند.به گفته مقام‌های مسئول در فلوریدا فرد مظنون جیسون رودریگز نام دارد که در منزل مادرش پیدا و دستگیر شد.بی‌بی‌سی فارسی
- افشای فعالیت‌های محرمانه موشکی ایران

با افشای یک پروندهٔ سری در مورد فعالیت‌های موشکی ایران، کارشناسان غربی در مورد منشاء فن‌آوری ایران به گمانه‌زنی‌هایی دست زده‌اند.از نظر ایشان این فن‌آوری باید از خارج وارد شده باشد و برآیند پژوهش‌های موشکی ایران نیست.دویچه وله
- تعدادی از بازداشت شدگان ۱۳ آبان آزاد شده‌اند

دادستان تهران از آزاد شدن تعدادی از بازداشت شدگان تظاهرات روز ۱۳ آبان خبر داده و در مورد تعداد بازداشت شدگان، بازداشت چند نفر را تایید و آنان را به اقدام به تخریب اموال عمومی متهم کرده اما گفته‌است که از تعداد دستگیر شدگان اطلاعی ندارد.بی‌بی‌سی فارسی
- یکی از اعضای اتحادیه روزنامه نگاران دانمارک در تهران دستگیر شد

اتحادیه روزنامه نگاران دانمارک از دستگیری یکی از اعضای این اتحادیه در تهران خبر داد.این اتحادیه می‌گوید، نیلز کروگسگارد دانشجوی روزنامه نگاری اهل دانمارک «ظاهرا در ارتباط با تظاهرات روزچهارشنبه دستگیر شده‌است».بی‌بی‌سی

## ۷ نوامبر ۲۰۰۹
- در مراسم ۱۳ آبان ۱۰۹ نفر بازداشت شده‌اند

مقام‌های امنیتی و قضایی تاکنون از اعلام دقیق تعداد بازداشت‌شدگان اظهار بی‌اطلاعی می‌کردند، اما امروز، فرمانده انتظامی تهران بزرگ از دستگیری ۱۰۹ نفر خبر داده که به گفته وی ۴۷ نفر از آنها به قید کفالت آزاد شده‌اند.رادیو زمانه+اطلاعات بیشتر
- ایران قصد ندارد اورانیوم خود را به خارج بفرستد

علاء الدین بروجردی رییس کمیته امنیت ملی مجلس شورای اسلامی ایران اعلام کرد که ایران از انتقال اورانیوم غنی شده خود با درصد پایین به خارج از کشور برای ارتقای غنای آن مخالف است.ریانووستی
- گفتگوی تلویزیونی احمدی‌نژاد باز هم به تعویق افتاد

مصاحبه تلویزیونی رئیس جمهور احمدی‌نژاد به علت مشغله کاری به تاخیر افتاده و در زمان دیگری که هنوز اعلام نشده برگزار خواهد شد.الف+اطلاعات بیشتر
- رئیس‌جمهور روسیه، ایران را به تحریم‌های بیشتر تهدید کرد

دیمیتری مدودوف رئیس‌جمهور روسیه در گفتگو با نشریه اشپیگل آلمان هشدار داد در صورتیکه پیشرفتی در حل  مسئله هسته‌ای ایران رخ ندهد تحریمات علیه این کشور امکان‌پذیر است. وی تأکید کرد که نمی‌خواهد روابط جامعه جهانی و ایران به سوی اتخاذ تحریمات حقوقی-بین المللی پیش رود چرا که تحریمات اغلب راهی بسیار دشوار و خطرناک است. اما اگر پیشرفتی در آینده رخ ندهد، هیچکس این سناریو را حذف نمی‌کند.خبرگزاری روسیه+اطلاعات بیشتر
- اتهامات مقامات یمنی علیه جمهوری اسلامی ایران

یمن جمهوری اسلامی ایران را به ارسال کمک از جمله کمک‌های تسلیحاتی به گروه‌های شبه نظامی مخالف این کشور متهم کرد. خبرگزاری یمن (سبا نیوز)

## ۸ نوامبر ۲۰۰۹
- هادی حیدری و عده ای دیگر از بازداشت شدگان دعای کمیل آزاد شدند

روابط عمومی دادسرای عمومی و انقلاب تهران اعلام کرده است که هادی حیدری (کاریکاتوریست)، ابراهیم شیرکوند، محمد امین شیرزاد، محمد جواد مظفری و میثم وره چهره که دو هفته پیش در جریان مراسم دعای کمیل دستگیر شده بودند، با دستور بازپرس پرونده و تائید عباس جعفری دولت آبادی، دادستان تهران آزاده شده اند.نوروز
- امیر قویدل، کارگردان سینمای ایران درگذشت

امیر قویدل کارگردان سینما و تلویزیون ایران ظهر روز یکشنبه، ۱۷ آبان ماه به علت بیماری ریوی که ماه‌ها به آن مبتلا  در بیمارستانی در تهران  درگذشت.بی‌بی‌سی فارسی
- مجلس نمایندگان آمریکا به اصلاحات درمانی اوباما رای داد

مجلس نمایندگان آمریکا پس از ساعت‌ها بحث در روز شنبه، طرح اصلاحات نظام بیمه‌های درمانی در این کشور را در دقایق پایانی این روز به تصویب رساند.نانسی پلوسی، رئیس مجلس نمایندگان آمریکا در پایان رای گیری اعلام کرد ۲۲۰ تن به این طرح رای داده‌اند و ۲۱۵ تن با آن مخالفت کرده‌اند.بی‌بی‌سی فارسی

## ۹ نوامبر ۲۰۰۹
- اردوغان از گسترش روابط با ایران، سوریه و عراق دفاع کرد.

رجب طیب اردوغان، نخست وزیر ترکیه از تحرکات دیپلماتیک اخیر کشورش در تقویت روابط با کشورهای مسلمان همسایه شامل ایران، سوریه و عراق دفاع کرد و بیان داشت که تغییری در سیاست خارجی ترکیه به‌وجود نیامده است.بی بی سی فارسی
- مصاحبه تازه میرحسین موسوی

میرحسین موسوی در مصاحبه‌ای دیدگاه‌های خود را پیرامون سابقه رقابت‌های جناحی و شرایط کنونی جمهوری اسلامی بیان کرده‌است. به گفته وی قانون اساسی، وحی آسمانی نیست و می‌تواند براساس مقتضیات زمان و چارچوب پیش‌بینی شده، مورد تجدیدنظر قرار گیرد. در بخشی از مصاحبه موسوی با اشاره به انقلاب ایران در سال ۱۳۵۷ می‌گوید: مردمی که در انقلاب به صحنه آمدند، یقینا برای تحمل این‌همه مشکل نیامدند. آن‌ها آمده بودند تا به رفاه و آزادی برسند.بی‌بی‌سی فارسی،نوروز
- نامه سینماگران به وزیر ارشاد در خصوص ممنوع الخروج‌ها

۹ تشکل صنفی خانه سینما در نامه‌ای سرگشاده به محمد حسینی، وزیر فرهنگ و ارشاد اسلامی ایران در اعتراض به ممنوع الخروج شدن سه نفر از سینماگران ایرانی خواهان پیگیری و حل مشکل آنان شده‌اند.جعفر پناهی، فاطمه معتمد آریا و مجتبی میرتهماسب سه سینماگری هستند که هنگام خروج از مرز ایران در فرودگاه از سفر آنها ممانعت شد.بی‌بی‌سی فارسی
- اتهام سه آمریکایی جاسوسی اعلام شد

عباس جعفری دولت‌آبادی، دادستان عمومی و انقلاب تهران، اتهام سه آمریکایی بازداشت شده در ایران را جاسوسی اعلام کرد.رادیو زمانه ،ریانووستی
- شادی صدر جایزه لاله حقوق‌بشر را دریافت کرد

شادی صدر، وکیل و فعال حقوق زنان در ایران، جایزه لاله حقوق بشر را طی مراسمی در شهر لاهه هلند دریافت کرد.رادیو زمانه
- اعدام ۹ نفر در چین در ارتباط با ناآرامی‌های سین کیانگ

در چین ۹ نفر در ارتباط با ناآرامی‌های قومی ماه ژوئیه گذشته در استان مسلمان نشین سین کیانگ اعدام شده‌اند.جرم اعدام شدگان ارتکاب قتل و جرایم دیگر در جریان نا آرامی‌ها ذکر شده‌است.بی‌بی‌سی فارسی

## ۱۰ نوامبر ۲۰۰۹
- درگیری دریایی دو کره در آب‌های مرزی

ناوگان دریایی کره شمالی و کره جنوبی در منطقه مرز دریایی مورد مناقشه دو کشور به تبادل آتش پرداخته‌اند.بی‌بی‌سی فارسی
- پیروزی ایران بر ایسلند در بازی دوستانه فوتبال

تیم ملی فوتبال ایران در دیداری دوستانه فوتبال مقابل تیم ملی ایسلند با نتیجه ۱ بر ۰ به پیروزی رسید. تنها گل این دیدار کریم انصاری فرد توسط به ثمر رسید. تیم ایران برای مسابقات مقدماتی جام ملت‌های آسیای ۲۰۱۱ قطر آماده می‌شود.بی‌بی‌سی فارسی
- کشف بقایای اجساد ۲۵۰۰ ساله سربازان ایرانی در صحرای مصر

در اکتشافی در بیابانی در غرب مصر، بقایای اجساد سربازان تنومند و حجم بزرگی از تجهیزات نظامی از جمله سلاح‌های برنزی، دستبندهای نقره‌ای، گوشواره‌ها کشف شده‌است. مطابقت این یافته‌ها با اسناد تاریخی پیشنهاد می‌کند که اجساد مربوط به بقایای سربازان ایرانی کامبیز دوم (کمبوجیه)، پادشاه هخامنشی ایران است که در ۵۲۵ سال پیش از میلاد مسیح در اثر یک توفان شن، زنده در زیر لایه‌های شن صحرا مدفون شده بودند.تابناک

## ۱۱ نوامبر ۲۰۰۹
- مصاحبه عزت الله ضرغامی

عزت الله ضرغامی، رئیس سازمان صدا و سیما، در کنفرانس خبری خود در پاسخ به سوال خبرنگاران ضمن در خواست برای انتقاد از این سازمان اعلام کرد که ممنوع التصویر در صداوسیما وجود ندارد.بی بی سی فارسی ،سایت الف
- قاتل مروه شربینی حبس ابد گرفت

دادگاهی در آلمان آلکس وینز قاتل زن مسلمان باردار و محجبه مصری مروه شربینی را به حبس ابد محکوم کرده‌است.بی‌بی‌سی فارسی
- با وجود انتقادات و درخواست‌های فراوان ،احسان فتاحیان اعدام شد

مقامات قضائی ایران جرائم ارتکابی فتاحیان جوان کرد را اقدام علیه امنیت ملی از طریق اقدامات مسلحانه اعلام کرده بودند.حکم دادگاه بدوی این جوان، ۱۰ سال حبس در تبعید به اتهام «اقدام علیه امنیت ملی کشور» بود، اما شعبه چهار دادگاه تجدیدنظر استان کردستان با افزودن اتهام «محاربه»، حکم به اعدام وی داد.رادیو زمانه ،نوروز
- فرمانده سپاه تهران بزرگ تغییر کرد

سردار حسین همدانی با حکم سردار سرلشکر محمدعلی جعفری فرمانده کل سپاه پاسداران انقلاب اسلامی به عنوان فرمانده جدید سپاه محمد رسول‌الله(ص) تهران بزرگ، جانشین سردار عبدالله عراقی شد.سپاه نیوز
- آمریکا ایران را به حمل اسلحه برای حزب‌الله متهم کرد

آمریکا در شورای امنیت سازمان ملل ، ایران را متهم به ارسال غیر قانونی اسلحه و مهمات به حزب الله لبنان کرد.رویترز ،آشویتدپرس ،رادیو فردا

## ۱۲ نوامبر ۲۰۰۹
- بازداشت امام جمعه موقت اهل سنت زاهدان

مولوی عبدالغنی شه بخش امام جمعه موقت اهل سنت شهر زاهدان بازداشت شد.بی بی سی
- ندال حسن متهم به ۱۳ فقره قتل شد

بازپرس جنایی ارتش آمریکا سرگرد ندال حسن روانپزشک ۳۹ ساله را رسما متهم به قتل ۱۳ نفر در جریان کشتار هفته پیش در پایگاه نظامی فورت هود تگزاس کرد ،در همین حال رئیس جمهور آمریکا هشدار داده از انتساب این کشتار به دین سرگرد حسن خودداری شود.بی‌بی‌سی فارسی ،آشویتدپرس
- تازه‌ترین آمار ایدز در ایران

بنا بر آخرین گزارش وزارت بهداشت، درمان و آموزش پزشکی ایران ،در مجموع ۲۰٬۱۳۰ نفر در ایران با ویروس اچ‌آی‌وی آلوده هستند که ۹۳ درصد از آنان مرد و ۷ درصد زن هستند.رادیو زمانه
- انتشار عکس‌هایی دایر بر ارتباط کشتی حامل سلاح با ایران

اسرائیل مدارک و عکس‌هایی را منتشر کرده که می‌گوید اثبات کننده این موضوع است که یک محموله سلاح که در دریای مدیترانه ضبط کرد از ایران می‌آمده‌است.بی‌بی‌سی فارسی
- کارمند کنسولگری ایران در پیشاور پاکستان ترور شد

پلیس شهر پیشاور، مرکز ایالت سرحد شمالغرب پاکستان، اعلام کرد که عبدالحسن جعفری، کارمند این کنسولگری در اثر حمله مسلحانه افراد ناشناس کشته شده‌است.بی‌بی‌سی فارسی
- درخواست ایران از روسیه برای تکمیل معامله فروش موشک

احمد وحیدی وزیر دفاع ایران اعلام کرد که روسیه باید به قرارداد فروش سیستم دفاع موشکی اس ۳۰۰ به ایران احترام بگذارد.رویترز ،آشویتدپرس
- پیگیری آمریکا برای توقیف اموال مرتبط با ایران

دادستان های فدرال آمریکا در حال پیگری برای توقیف اموال مرتبط با بنیاد علوی و شرکت آسا در آمریکا از جمله چهار مسجد و یک آسمانخراش سی وشش طبقه می باشند.بی بی سی فارسی،نیویورک تایمز،خبرگزاری فرانسه

## ۱۳ نوامبر ۲۰۰۹
- یافتن شواهد وجود آب در ماه

ناسا اعلام کرد که سفینه ال‌کراس شواهدی را مبنی بر وجود آب در کره ماه یافته است.+اطلاعات بیشترواشنگتن پست ،کریستین ساینس مانیتور،نیویورک تایمز،سایت رسمی ناسا
- ارسال پرونده برادر زهرا رهنورد به دادگاه انقلاب

دادستان تهران اعلام کرد که پرونده شاپور کاظمی برادر زهرا رهنورد به دادگاه انقلاب ارسال شده است.بی‌بی‌سی

## ۱۴ نوامبر ۲۰۰۹
- پزشک بازداشتگاه کهریزک خودکشی کرد

دکتر رامین پورارزجانی، که دوران خدمت سربازی خود را به عنوان پزشک در بازداشتگاه کهریزک سپری می‌کرد در پی اتفاقاتی که بعد از آشکار شدن وقایع بازداشتگاه کهریزک به وقوع پیوست خودکشی کرده‌است.منابع نزدیک به اصلاح طلبان در ایران احتمال قتل این پزشک ۲۶ ساله را نیز مطرح کرده‌اند.وی دانشجوی ممتازی بود که با رتبه دو رقمی در کنکور سراسری قبول شده بود.نوروز ،رویداد ،تغییر ،صدای آمریکا ،بی‌بی‌سی فارسی
- اعتراض موسوی و کروبی به برخورد با زنان در ۱۳ آبان

میرحسین موسوی و مهدی کروبی، دو تن از رهبران مخالفان دولت در ایران، به برخوردهایی که روز ۱۳ آبان با تظاهرکنندگان معترض، به ویژه زنان صورت گرفت اعتراض کردند.بی‌بی‌سی فارسی
- عبدالله مومنی به هشت سال زندان محکوم شد

عبدالله مومنی  به هشت سال زندان محکوم شد.شش سال از این حکم به علت شرکت در تظاهرات پس از انتخابات ریاست جمهوری و دو سال از آن به اتهام اقدام علیه امنیت ملی و مربوط به قبل از انتخابات است.خبرگزاری فرانسه،خبرگزاری آشویتدپرس،رویترز

## ۱۵ نوامبر ۲۰۰۹
- هشدار روسیه و آمریکا به ایران

باراک اوباما و دیمیتری مدودف روسای جمهوری آمریکا و روسیه به ایران هشدار دادند فرصتی که جامعه بین‌الملل برای حل دیپلماتیک پرونده هسته‌ای این کشور در اختیار آنها قرار داده، در حال اتمام است.رادیو زمانه ،العربیه
- پلیس ایران می‌گوید تصاویر پخش شده از ۱۳ آبان مربوط به آن روز نیست

سرتیپ علیرضا علیپور رئیس پلیس امنیت تهران برخوردهای پلیس در روز ۱۳ آبان را قانونی خوانده و گفته‌است تصاویر پخش شده از این روز در رسانه‌های خارجی کذب محض است.آقای علیپور با اشاره به برخوردهای پلیس با تظاهر کنندگان در روز ۱۳ آبان گفته‌است:گزارشی از تخلف پلیس در روز ۱۳ آبان نداشته‌ایم.بی‌بی‌سی فارسی
- فلسطینیان یکجانبه اعلام استقلال می‌کنند

صائب عریقات، مذاکره کننده ارشد فلسطینی، گفته‌است به علت عدم پیشرفت در مذاکرات صلح فلسطینیان با اسرائیل، خواستار به رسمیت شناختن کشور مستقل فلسطین خواهد شد.بی‌بی‌سی فارسی

## ۱۶ نوامبر ۲۰۰۹
- حمله مردان مسلح به محله سنی نشین بغداد

مردان مسلحی که اونیفورم ارتش عراق را به تن داشتند سپیده دم امروز دوشنبه ۱۶ نوامبر، به یک منطقه عمدتا سنی نشین در جنوب غرب بغداد حمله کردند.بی‌بی‌سی فارسی
- روسیه راه اندازی نیروگاه بوشهر را  به تعویق انداخت

وزیر انرژی روسیه اعلام کرد که به دلایل فنی  برنامه اعلام شده راه اندازی نیروگاه بوشهر تا آخر سال ۲۰۰۹ عملی نخواهد شد.بی بی سی

## ۱۷ نوامبر ۲۰۰۹
- محکومیت پنج معترض به اعدام

پنج نفر از معترضان به نتایج انتخابات ایران به اعدام محکوم شدند.نیویورک تایمز ،بی بی سی
- درگذشت نیکو خردمند

نیکو خردمند ، دوبلور و هنرمند با سابقه درگذشت .دویچه وله

## ۱۸ نوامبر ۲۰۰۹
- پزشک کهریزک احضار و تهدید شده بود

اسماعیل احمدی‌مقدم، فرمانده پلیس، گزارش‌ها درباره احضار رامین پوراندرجانی، پزشک بازداشتگاه کهریزک و تهدید وی به پنج سال حبس را تائید کرد.رادیو زمانه

## ۱۹ نوامبر ۲۰۰۹
- آغاز دوردوم ریاست جمهوری حامد کرزی

حامد کرزی با ادای سوگند، دور دوم ریاست جمهوری خود در افغانستان را آغاز کرد.بی بی سی فارسی
- روسیه حکم اعدام صادر نخواهد کرد

براساس دستور دادگاه قانون اساسی روسیه به تمام مراجع قضایی این کشور،باوجود قرار حکم اعدام در قانون،حکم اعدام اجراء نخواهدشد.بی بی سی فارسی
- نخست وزیر بلژیک به ریاست شورای اروپا رسید

هرمن ون رومپوی  نخست وزیر بلژیک ،  توسط رهبران اتحادیه اروپا به عنوان رئیس غیر دوره‌ای این اتحادیه انتخاب شد.بی بی سی فارسی
- گوگل سیستم عامل کروم را رونمایی کرد

گوگل از سیستم عامل کروم او اس رونمایی کرده است.سیستم عامل کروم (Chrome OS) یک نرم افزار منبع باز و رایگان است.این سیستم با هدف تسخیر بازار کامپبیوترهای نت بوک عرضه می شود و فاقد بسیاری از جبنه های سیستم های عامل سنتی است.بی‌بی‌سی فارسی

## ۲۰ نوامبر ۲۰۰۹
- سازمان ملل روند فزاینده نقض حقوق بشر در ایران را محکوم کرد

کمیته حقوق بشر مجمع عمومی سازمان ملل متحد باصدور قطعنامه‌ای  برخورد خشونت آمیز حکومت ایران با تظاهر کنندگان  پس از انتخابات ریاست جمهوری دور دهم  را محکوم کرد.بی بی سی فارسی
- تعدادی از دانشجویان لیبرال بازداشت شدند

ماموران امنیتی، شب پنجشنبه، هفت نفر از اعضای «دانشجویان و دانش‌آموختگان لیبرال دانشگاه‌های تهران» را بازداشت کردند.رادیو زمانه
- انتخابات ایران پایان دموکراسی لیبرال بود

محمود احمدی نژاد می‌گوید که حضور ۸۵ درصدی مردم ایران در انتخابات، «پایانی» بر دموکراسی لیبرال بود.خبرگزاری دولتی ایرنا به نقل از آقای احمدی‌نژاد که در استان آذربایجان شرقی به سر می‌برد، نوشته‌است که انتخابات ایران در «کمال آزادی» برگزار شد، «در حالیکه انتخابات در دیگر کشورها تا ۹۶ درصد، از پیش تعیین شده‌است.»رادیو زمانه

## ۲۱ نوامبر ۲۰۰۹
- احکام دادگاه علیه ابطحی و عطریانفر صادر شد

دادگاه انقلاب اسلامی در تهران برای محمدعلی ابطحی و محمد عطریانفر که از جمله سرشناس ترین بازداشت شدگاه حوادث پس از انتخاب در ایران بودند، حکم اولیه مجازات صادر کرده‌است.آقای ابطحی را به تحمل ۶ سال حبس محکوم شده و میزان مجازاتی که دادگاه انقلاب برای آقای عطریانفر در نظر گرفته، اعلام نشده‌است.بی‌بی‌سی فارسی
- قطعنامه نقض حقوق بشر در ایران به تایید سازمان ملل رسید

پیشنویس قطعنامه محکوم کننده نقض حقوق بشر در ایران، از جمله طی انتخابات ریاست جمهوری در این کشور روز جمعه در کمیته سوم مجمع عمومی سازمان ملل متحد که به امور اجتماعی و انسانی می‌پردازد، بدون کسب اکثریت آراء به تایید رسید.
در متن این قطعنامه «نگرانی شدید از نقض جدی و متداوم حقوق بشر در جمهوری اسلامی ایران»، از جمله بخاطر شکنجه، قطع اعضای بدن، تعداد زیاد اعدام و اعدام در ملاء عام، اعدام افراد زیر سن قانونی، سنگسار، تبعیض جنسی، محدودسازی تجمعات و ابراز عقاید و عدم رعایت ضمانت در رابطه با افراد بازداشتی بیان شده‌است.ریانووستی

## ۲۲ نوامبر ۲۰۰۹
- زاکانی: وزارت اطلاعات در حوادث اخیر «دخالت» داشته است

علیرضا زاکانی، عضو کمیته شش نفره مجلس شورای اسلامی و از منتقدان شدید میرحسین موسوی گفت که جریان‌هایی در وزارت اطلاعات، هدایت «آشوب‌ها» پس از انتخابات ریاست جمهوری را برعهده داشته‌اند و مدعی شد که «نظرسنجی‌های این وزارتخانه و همینطور وزارت کشور، که یک روز پیش از برگزاری انتخابات، منتشر شد، نشان می‌داد انتخابات به دور دوم کشیده می‌شود و جالب اینکه شورای امنیت ملی هم بر اساس جمع‌بندی تمام این نظرسنجی‌ها اعلام کرد که انتخابات به دور دوم کشیده خواهد شد.» وی همچنین اظهار داشت که جمهوری اسلامی پس از انتخابات، در «زمینه امنیتی» موفق عمل کرده و توانست «جمعیت ۱۰۰ هزار نفری معترضان را در روز ۱۳ آبان به هفت تا هشت هزار نفر کاهش دهد.» او در عین حال از «ضعف» صدا و سیما در این‌باره انتقاد کرد و گفت: «صدا و سیمایی که از یک صندوق ۸۰۰ تایی آن، ۷۵۰ رای موسوی خارج می‌شود، در این زمان ضعیف عمل کرده است.» رادیو زمانه، رادیو فردا
- مقتدایی انتشار فهرست جدید از مراجع تقلید را تکذیب کرد

آیت‌الله مرتضی مقتدایی، نایب رئیس جامعه مدرسین حوزه علمیه قم، خبرهای منتشره به نقل از وی در خصوص انتشار فهرست جدید مراجع تقلید را تکذیب کرد و به خبرنگاران گفت که «در جلسه چهارشنبه گذشته طلاب و فضلای قم از بنده سؤال شد که آیا جامعه مدرسین بنا دارد فهرست جدیدی از مراجع تقلید را ارائه کند که پاسخ دادم جامعه مدرسین بنای چنین کاری را ندارد و توضیح بیشتر را از دفتر جامعه مدرسین بخواهید». پیشتر خبرگزاری دولتی ایران، ایرنا، مدعی شده بود که آیت‌الله مقتدایی در مصاحبه اختصاصی با این خبرگزاری گفته است که این مؤسسه حوزوی به زودی لیست جدید از اسامی مراجع تقلید را اعلام خواهد کرد. رادیو فردا
- با سپردن وثیقه ۷۰۰ میلیون تومانی ،محمد علی ابطحی آزاد شد

محمدعلی ابطحی، عضو مجمع روحانیون مبارز و مشاور ارشد مهدی کروبی در انتخابات، پس از تودیع وثیقه ۷۰۰ میلیون تومانی از زندان آزاد شد.رادیو زمانه
- مرگ چهار زائر حج به علت آنفلوآنزای خوکی

عربستان سعودی می گوید چهار نفر که در مراسم سالانه حج شرکت کرده بودند، به علت آنفلوآنزای خوکی درگذشته اند ،این چهار نفر از شهروندان هند، مراکش، سودان و نیجریه بوده‌اند.بی‌بی‌سی فارسی
- فعالیت دوباره برخورد دهنده هادرون

دانشمندان مرحله اول فعالیت دوباره برخورد دهنده بزرگ هادرون را پس از ۱۴ ماه موفقیت آمیز خواندند.مرکز تحقیقات هسته‌ای اروپا طی صدور بیانیه‌ای اعلام کرد، اولین تابش پرتو پروتون بدون مواجه شدن با مشکلی و قبل از زمان پیش بینی شده به حرکت خود در داخل بزرگترین برخورد دهنده جهان آغاز کرد.تی‌آر‌تی
- الهام علی اف ارمنستان را تهدید کرد

الهام علی اف، رئیس جمهور آذربایجان هشدار داده که کشورش برای پس گرفتن منطقه مورد مناقشه قره باغ از ارمنستان، حاضر به استفاده از زور است.بی‌بی‌سی فارسی

## ۲۳ نوامبر ۲۰۰۹
- مهدی کروبی، قوه قضاییه را به بی‌توجهی به «مستندات تجاوز جنسی» متهم کرد

مهدی کروبی یکی از نامزدهای معترض به نتایج انتخابات، مقام‌های قضایی جمهوری اسلامی و به ویژه محسنی اژه‌ای دادستان کل کشور را به بی‌توجهی به مستندات ارایه شده از سوی وی در باره تجاوز جنسی به زندانیان متهم کرد. وی در یکی از جلسات خود با هیئت سه نفره قوه قضائیه اسناد و مدارکی «بسیار تکان‌دهنده و دلخراش» در باره تجاوز به یک خانم ارایه کرده‌است و در خصوص وضعیت فعلی این شخص از دادستان کل کشور توضیح خواسته‌است، با این حال دادستان کل کشور در اظهارات خود به این گونه موارد مستند اشاره‌ای نکرده‌است. کروبی در بخش دیگری از سخنان روز یکشنبه خود به اظهارات تازه حبیب‌الله عسگراولادی، از اعضای ارشد حزب مؤتلفه درباره رهبران جنبش سبز نیز واکنش نشان داده و به بیان نمونه‌هایی از سواستفاده وی از پست‌های خود در کمیته امداد و سازمان اوقاف، در سال‌های نخستین استقرار جمهوری اسلامی در ایران پرداخته‌است. رادیو فردا
- روزنامه همشهری توقیف و سپس رفع توقیف شد

چند ساعت پس از آنکه خبر رسید روزنامه همشهری به دلیل درج یک آگهی گردشگری به همراه عکس یکی از مراکز بهاییان در کشور هند، (معبد لوتوس در دهلی نو)، توقیف شده‌است، این روزنامه با رایزنی‌های انجام گرفته از سوی مسوولان آن، رفع توقیف شد. روزنامه همشهری به طیف اصول‌گرایان منتقد دولت محمود احمدی‌نژاد و به محمدباقر قالیباف، شهردار تهران، نزدیک است. از سوی دیگر بنابه گزارشها، «روزنامه خبر» دیگر روزنامه اصولگرای منتقد دولت دهم که مدیران ارشد آن نیز پیوندهای نزدیکی با علی لاریجانی رئیس مجلس ایران، دارند، روز دوشنبه از توقف خودخواسته انتشار نسخه کاغذی و تمرکز بر وب‌سایت اینترنتی خود با عنوان «خبر آن‌لاین» خبر داد. ایلنا ،سایت روزنامه خبر، رادیو فردا ۱ رادیو فردا ۲
- تظاهرات معترضین به سفر احمدی نژاد به برزیل

در آستانه سفر محمود احمدی نژاد رئیس جمهور ایران به برزیل صدها نفر از معترضین برزیلی روز یکشنبه در شهر ریودوژانیرو، دست به تظاهرات زدند. معترضین سفر محمود احمدی نژاد را ناقض اصول و ارزش‌های برزیل می‌دانند. بر اساس گزارش خبرگزاری‌ها و ویدئوهای منتشره در سایت‌های اینترنتی، حدود یک هزار نفر از بازماندگان هولوکاست، هنرمندان آفریقایی – برزیلی، گروه‌های مسیحی، یهودی و فعالان حقوق همجنس بازان با راهپیمایی در ساحل ایپانما در شهر ریودوژانیرو با سر دادن شعار علیه محمود احمدی نژاد با سفر وی به برزیل مخالفت کردند.
بی‌بی‌سی فارسی، رادیو فرداعصر ایران
- هشدارهاشمی نسبت به نادیده گرفتن مردم

اکبر هاشمی رفسنجانی، رئیس مجمع تشخیص مصلحت نظام، نسبت به نادیده گرفتن نقش مردم در جمهوری اسلامی، هشدار داد، وی در دیدار با جمعی از اعضای انجمن اسلامی دانشگاه تهران و علوم پزشکی گفت که اتکا به مردم در جمهوری اسلامی، اصلی دینی، اسلامی و قرآنی است. رادیو زمانه

## ۲۴ نوامبر ۲۰۰۹
- فرزند و عروس اولین رئیس کمیته انقلاب به قتل رسیدند

سید مرتضی هاشمی ۳۰ ساله فرزند سید مجتبی هاشمی اولین رئیس کمیته انقلاب و از فرماندهان مشهور دوره جنگ ایران و عراق، به همراه همسرش  در منزلشان با ضربات متعدد چاقو به قتل رسیدند. گزارش‌های نخست حاکی از آن بود که سر مرتضی هاشمی و همسرش از تن جدا شده‌است که اندکی بعد این خبر تایید شد. روزنامه اعتماد، رادیو فردا
- محمد عطریانفر آزاد شد

محمد عطریانفر، عضو ارشد حزب کارگزاران سازندگی صبح امروز با تودیع وثیقه ۵ میلیارد ریالی از زندان آزاد شد. ه گفته حسین علیزاده طباطبایی، وکیل آقای عطریانفر، موکلش در شعبه ۱۵ دادگاه انقلاب به ریاست قاضی صلواتی به شش سال حبس محکوم شده‌است. نوروز
- پارلمان عراق اصلاحیه قانون انتخابات را تصویب کرد

پارلمان عراق اصلاحیه قانون انتخابات این کشور را تصویب کرده‌است.طارق الهاشمی، معاون رئیس جمهوری عراق هفته گذشته این قانون را رد کرده بود.بی‌بی‌سی فارسی
- ایران: مبادله سوخت در خاک ما باشد

علی‌اکبر صالحی، رئیس سازمان انرژی اتمی می‌گوید که منظور جمهوری اسلامی از «تضمین‌های عینی» غرب، مبادله همزمان سوخت در خاک ایران است.صالحی امروز سه‌شنبه به خبرگزاری دولتی ایرنا گفت که ایران خواستار تبادل سوخت در خاک خود است و در صورتی که غرب بخواهد شرایطی خارج از «قاعده» بگذارد و «استثنایی» برخورد کند، تهران شرایط «تحمیلی» را نخواهد پذیرفت. رادیو زمانه
- ملک عبدالله دوم پادشاه اردن، پارلمان این کشور را منحل کرد

پادشاه اردن روز دوشنبه پارلمان اردن را منحل و دستور برگزاری انتخابات پارلمانی زودهنگام را صادر کرد ،در این بیانیه به دلایل انحلال پارلمان یا زمان برگزاری انتخابات پارلمانی آتی اشاره‌ای نشده‌است.مهر

## ۲۵ نوامبر ۲۰۰۹
- خامنه‌ای خواستار پایان «بدبینی» به مسئولان جمهوری اسلامی شد

آيت الله علی خامنه‌ای، رهبر جمهورى اسلامى ایران، روز چهارشنبه با سخنرانی در جمع تعدادى از بسيجيان، از رسانه ها و دستگاه هاى حكومتى خواست تا به آنچه كه «ايجاد اختلاف، بدبينى و شايعه سازى» عليه مسئولان نظام اسلامى خواند پايان دهند و از عملكرد آنها به شدت انتقاد كرد. رهبر ايران «برخى مطبوعات، رسانه ها و دستگاه ها» را متهم كرد كه «دائما به دنبال ايجاد اختلاف، بدبينى و شايعه سازى هستند» و از مردم و جریان‌های سیاسی خواست که در مقابل افراد «معدودی» که به گفته وی، «مخالف اصل انقلاب و استقلال» کشور هستند و سعی در ایجاد تردید در انتخابات را داشتند، ایستادگی کنند. وى وضعيت سياسى ايران را «فضاى تهمت زنى و شايعه سازى بر ضد مسئولان كشور» دانست و گفت: «مسئولان كشور اعم از رييس جمهور، رييس مجلس، رييس قوه قضاييه و رييس مجمع تشخيص مصلحت نظام، همه كسانى هستند كه زمام كشور را به دست دارند و مردم بايد به آنها اعتماد و حسن ظن داشته باشند.» خامنه‌ای همچنین اظهار داشت «نمی‌شود هر فردی را به دلیل یک خطا منافق نامید و همچنین نمی‌توان هر فردی را بدلیل اختلاف نظر و دیدگاه، ضدولایت فقیه خواند.» رادیو فردا، رادیو زمانه
- هشدار نسبت به افزایش برخوردها با دانشجویان در آستانه ۱۶ آذر

کمپین بین‌المللی حقوق بشر در ایران روز سه‌شنبه در بیانیه‌ای از بازداشت چندین دانشجو در ایران توسط نیروهای امنیتی جمهوری اسلامی در تلاش برای ممانعت از اعتراضات بیشتر در روز ۱۶ آذرماه، روز دانشجو، خبر داد. هادی قائمی، سخنگوی این سازمان مدافع حقوق بشر، گفت: «برای خاموش کردن جنبش دانشجویی به سرکوب تمام‌عیار دانشجویان ایران روی آورده‌اند که نه فقط زیر پا گذاشتن حقوق آنهاست، بلکه به روند تحصیل و زندگی خانواده‌های آنها هم لطمه می‌زند.» کمپین بین‌المللی حقوق بشر در ایران در بیانیه خود، از مقامات جمهوری اسلامی ،آزادی فوری همه دانشجویان بازداشت  شده در ماه‌های اخیر و رعایت حقوق دانشجویان برای شرکت آزادانه در تجمع روز ۱۶ آذر را خواستار شده‌است.  رادیو فردا، رادیو زمانه
- پانزدهمین بیانیه میرحسین موسوی منتشر شد

میرحسین موسوی در سالگرد تاسیس بنیاد مستضعفین در بیاینه ای، به فرماندهان بسیج هشدار داد اگر مردم از اقدامات «سرکوب‌گرایانه»‌ آنها بترسند، «پای قدرت‌ها به مرزهای» ایران باز می‌شود و در آن زمان نمی‌توان با «اسباب‌بازی‌های جنگی از تمامیت کشور» حفاظت کرد. این نامزد معترض به نتیجه انتخابات در بیانیه خود آورده است: «نسل جدیدی که بسیجی نامیده می‌شود، امروز در بوته تاریک‌ترین شبهه‌ها و فتنه‌ها قرار دارد.» و «اقلیت اقتدارطلب»، بسیج را «ماشینی سرکوبگر» می‌‌خواهد برای «زدن و گرفتن و آزار و حتی قتل انسان‌هایی که تنها جرمشان، دعوت به دادگری است.» رئیس فرهنگستان هنر در بیانیه خود با «برادر» خطاب کردن نیرو‌های بسیج، از آنها پرسیده است «چرا باید چهره‌ای که با زحمات گذشتگان شما پدید آمد، به کدورت‌ها آلوده گردد؟  رادیو زمانه ،حیات نو ،ریانووستی
- جنجال تازه بر سر «دستور مرتضوی» برای انتقال زندانیان به کهریزک

علیرضا زاکانی، نماینده محافظه کار مجلس شورای اسلامی، در واکنش به اظهارات سعید مرتضوی که وی را «بیمار» خوانده بود، گفت که اسنادی در اختیار دارد که نشان می‌دهد مرتضوی «مقصر اصلی» مسائل بازداشتگاه کهریزک است و دستور انتقال زندانیان حوادث پس از انتخابات را به بازداشتگاه کهریزک صادر کرده‌است. این نماینده مجلس همچنین مرتضوی را تهدید کرد در صورتی که از وی شکایت کند، وی مدرک خود را در دادگاه مطرح خواهد نمود. صبح روز گذشته مرتضوی در واکنش به اظهارات پیشین زاکانی، وی را «بیماری» خواند که قصد «درگیری و تنش» دارد و او ترجیح می‌دهد در این‌باره سکوت کند. رادیو فردا، رادیو زمانه
- موافقت سوئیس با درخواست پولانسکی برای آزادی به قید وثیقه

دادگاهی در سوئیس با درخواست رومن پولانسکی، کارگردانلهستانی تبار مبنی بر آزادی به قید وثیقه موافقت کرده ‌است.بی‌بی‌سی فارسی
- تغییر نام بولوار ایران به ندا در یمن

تلویزیون الجزیره از تغییر نام بولوار ایران در صنعا به ندا آقاسلطان و بسته شدن بیمارستانی وابسته به جمهوری اسلامی در یمن خبر داد. روزنامه الوطن چاپ عربستان، اول آذرماه به نقل از مقام‌های شورای محلی شهر صنعا گزارش کرده بود که علت تغییر نام بولوار ایران در این شهر به ندا آقاسلطان، تحت فشار مردم صورت گرفته‌است. گفته می‌شود رابطه دیپلماتیک یمن با ایران در هفته‌های اخیر، با توقیف یک کشتی ایرانی «حامل سلاح برای شورشیان حوثی» در دریای سرخ، تیره شده‌است. رادیو زمانه
- واگذاری شماری از مدارس ایران به حوزه‌های علمیه آغاز شد

عملیات اجرایی واگذاری شماری از مدارس به حوزه‌های علمیه آغاز شد.دبیر ستاد همکاری‌های حوزه‌های علمیه و آموزش و پرورش گفت:زمینه همکاری‌های حوزه‌های علمیه و آموزش و پرورش گسترده‌است و موضع آموزش و پرورش و حوزه‌های علمیه همکاری دوجانبه و نه تنها همکاری صرف یک نهاد است. این مقام روحانی با اعلام این خبر که در حال حاضر بعضی از حوزه‌های علمیه در استان‌های کشور و شهر قم مدیریت مدارس کشور را بر عهده گرفته‌اند، افزود؛ حوزه‌های علمیه به خصوص در تهران و قم در قالب مجوزی که از آموزش و پرورش گرفته‌اند به مدیریت مدارس می‌پردازند و در مجموع مدیریت و عملکرد موفقی داشته‌اند.اعتماد

## ۲۶ نوامبر ۲۰۰۹
- البرادعی: آژانس با ایران به بن‌بست رسیده است

محمد البرادعی، مدیرکل آژانس بین‌المللی انرژی اتمی، روز پنجشنبه با ابراز ناخرسندی از عدم همکاری تهران،  به صراحت اعلام کرد که  تلاش‌ها برای تأئید صلح‌آمیز بودن برنامه هسته‌ای ایران به «بن‌بست» رسیده است. پیشنهاد البرادعی این است که ایران بخش اعظم اورانیوم خود که با درجه پایین غنی شده‌است را به خارج ارسال کرده و در قبال آن سوخت هسته‌ای دریافت کند، تا از این راه از نگرانی قدرت‌های جهانی نسبت به استفاده‌های احتمالی نظامی از اورانیوم ایران کاسته شود. ایران در آخرین واکنش خود به پیشنهاد البرادعی، خواستار مبادله همزمان سوخت در خاک خود شده‌ است که البرادعی این پیشنهاد ایران را رد کرده‌ است. رادیو زمانه، رادیو فردا
- هشدار آمریکا به چین درباره حمله اسرائیل به ایران

روزنامه آمریکایی واشینگتن پست روز پنجشنبه در گزارشی نوشت که دو هفته پیش از سفر باراک اوباما، رئیس جمهور آمریکا به چین، دو مقام عالی رتبه آمریکایی به این کشور رفته و به مقام‌های چینی گفته‌اند اگر پکن در حل مناقشه هسته‌ای ایران کمک نکند، شرایط ممکن است وخیم شده و اسرائیل به ایران حمله کند. این روزنامه به نقل از منبع خبری خود نوشته است برای چین توضیح داده شد که معنای این دغدغه مشخص است؛ ممکن است اسرائیل ایران را بمباران کند که به بحران در حوزه خلیج فارس منتهی می‌شود؛ این بحران نیز به نوبه خود برای چین، که اقتصادش خود تشنه نفت است، بحران‌آفرین خواهد شد. واشینگتن پست می‌نویسد این هفته کاخ سفید پاسخ خود را دریافت کرد؛ چین به ایالات متحده اطلاع داد که پکن از یک بیانیه شدیداللحن علیه ایران، به خاطر ساخت مخفیانه تاسیسات غنی‌سازی قم پشتیبانی میکند. رادیو فردا‌
- تظاهرات زائران ایرانی در مکه

با وجود هشدارهای مقام‌های عربستان سعودی، به هنگام مراسم حج، حجاج ایرانی امروز پنج‌شنبه در نزدیکی مکه در صحرای عرفات،درون یک خیمه، علیه اسرائیل و ایالات متحده آمریکا به تظاهرات پرداختند. رادیو زمانه ،AFP
- مرخصی ۱۰ روزه برای بهزاد نبوی

دادستان تهران خبر داد دادگاه پس از صدور حکم بهزاد نبوی از فعالان سیاسی ایرانی و دریافت  وثیقه هشت میلیارد ریالی  با مرخصی ده روزه او از روز پنجم آذر موافقت کرده‌است. بی‌بی‌سی فارسی
- نروژ به توقيف جايزه نوبل شيرين عبادی اعتراض کرد

سخنگوی وزارت امور خارجه نروژ، روز پنجشنبه گفت: با احضار کاردار ايران در اسلو نسبت به خبر مصادره مدال نوبل صلح شیرین عبادی، حقوقدانان و فعال مدافع حقوق بشر، اعتراض کرده و افزود: توقیف این مدال برای اولین بار در تاریخ ۱۰۸ سالهٔ جایزه صلح نوبل اتفاق می‌افتد. شيرين عبادی در ۲۸ آبان سال جاری ضمن اشاره به اين که تمام حساب‌های بانکی و حقوق بازنشستگی خود او و همسرش در ايران ضبط و توقيف شده است، گفته بود که ماموران دولت جمهوری اسلامی حتی «مدال نوبل، مدال لژيون دونور، انگشتر آزادی بيان و جوايز ديگر را که در گاوصندوق همسرم بوده» ضبط کرده‌اند. آسوشیتد پرس، رادیو فردا

## ۲۷ نوامبر ۲۰۰۹
- جوادی آملی از امامت جمعه قم کناره‌گیری کرد

آیت‌الله جوادی آملی که چند روز پیش گفته بود در شرایط فعلی فضا خیلی طیب و طاهر نیست،  با خواندن خطبه نماز جمعه خود، از امامت جمعه قم کناره‌گیری کرد. وی در آخرین خطبه نماز جمعه خود گفت: مودت، محبت، دوستی، قرآن و عترت عناصر محوری دین هستند که اگر از جامعه رخ بربندند نگهداری جامعه آسان نخواهد بود. خبر آن لاین
- تصویب قطعنامه آژانس بین المللی انرژی اتمی علیه ایران

شورای حکام آژانس بین‌المللی انرژی اتمی با ۲۵ رای موافق، سه رای مخالف ، شش رای ممتنع و یک غایب، قطعنامه‌ای را در انتقاد از مخفی کاری ایران در ساخت مخفیانه یکی از مراکز غنی سازی اورانیوم و درخواست برای توقف  پروژه ساخت آن صادر کرد. صدور چنین قطعنامه‌ای علیه ایران از سال ۲۰۰۶ به این سو سابقه نداشته است؛ این قطعنامه از سوی بریتانیا، فرانسه، آلمان، ایالات متحده آمریکا ، روسیه و چین به شورای حکام آژانس پیشنهاد شده بود و سه کشور ونزوئلا، مالزی و کوبا به آن رای مخالف، و افغانستان ، برزیل ، مصر، پاکستان، آفریقای جنوبی و ترکیه رای ممتنع دادند. این قطعنامه از ایران خواسته شده‌است که بی‌درنگ ساخت تاسیسات غنی‌سازی قم را که به تازگی  افشا شده، متوقف کند و ضمن روشن ساختن انگیزه واقعی از ساخت چنین کارخانه‌ای اطمینان دهد که تاسیسات یا برنامه پنهان دیگری در کشور ندارد.  گفته می‌شود صدور قطعنامه شورای حکام آژانس بین‌المللی انرژی اتمی سازمان ملل علیه ایران، راه برای تصویب قطعنامه دیگری در نیرومندترین نهاد سازمان ملل که همان شورای امنیت است، هموارتر می‌سازد.
رادیو فردا رویترز ،آشویتدپرس
- وزیر دفاع پیشین آلمان بخاطر عملیات قندوز استعفا کرد

پس از افزایش فشارها بر یونگ، وزیر دفاع پیشین آلمان بر سر گزارش منتشر نشده‌ای دربارهٔ قربانیان غیرنظامی در حمله به دو کامیون سوخت‌کش در قندوز افغانستان، وی از سمت خود کناره‌گیری کرد.دویچه وله فارسی

## ۲۸ نوامبر ۲۰۰۹
- محدودیت‌های تازه ایران برای تردد خودروهای فرسوده

دولت ایران اعلام کرده خودروهای ساخته شده مربوط به سالهای قبل از سال ۱۳۵۷ باید تا پایان سال از رده خارج شوند و گرنه پلیس جلوی تردد آنها را خواهد گرفت.بر اساس تصمیم جدید، کارت سوخت این خودروها باطل می‌شود و کمک‌های بلاعوض دولت به صاحبان این خودروها هم برای از رده خارج کردن، متوقف می‌شود.بی‌بی‌سی فارسی
- انفجار در قطار مسافربری روسیه ده‌ها قربانی گرفت

بر اساس گزارش‌های منتشر شده ده‌ها نفر در اثر خارج شدن یک قطار مسافربری از ریل در روسیه کشته شده‌اند.به گفته مقام‌های روسیه تعداد قربانیان در حادثه قطار «نفسکی اکسپرس» به ۳۰ نفر رسیده، ۶۰ نفر نیز بستری شده‌اند.ریانووستی ،خبرآن لاین

## ۲۹ نوامبر ۲۰۰۹
- سوئیسی‌ها به ممنوعیت ساختن مناره رای دادند

آژانس خبری سوئیس اعلام کرده که نتایج رسمی همه پرسی امروز یکشنبه ۲۹ نوامبر، نشان می‌دهد که اکثر سوئیسی‌ها موافق با ممنوعیت ساختن مناره مساجد در این کشورند.بی‌بی‌سی فارسی
- آیت‌الله منتظری: بسیج یعنی بسیج در راه خدا و نه در راه شیطان

آیت‌الله حسین‌علی منتظری از مراجع تقلید شیعیان با انتقاد شدید از به کارگیری خشونت علیه تظاهرکنندگان معترض به نتایج انتخابات از سوی نیروهای بسیج، آن را «خلاف شرع و قانون» دانست و به «فلسفه تشکیل بسیج» اشاره کرده و افزود: «بسیج یعنی بسیج در راه خدا نه بسیج در راه شیطان». این مرجع تقلید شیعیان که روز شنبه به مناسبت عید قربان در جمع شماری از طرفداران خود سخن می‌گفت، با اشاره به آموزه‌های دین اسلام مبنی بر «گناه بودن چماق کشیدن روی مردم» و نیز با یادآوری رویدادهای پس از انتخابات ریاست جمهوری و اعمال خشونت علیه تظاهرکنندگان در ایران اظهار داشت: «ضاربان علاوه بر این که خلاف شرع انجام داده‌اند باید دیه هم بپردازند». منتظری با اشاره تلویحی به «تقدیر رهبر ایران از بسیجیان» به خاطر نقش آنها در سرکوب معترضان اظهار داشت: «برخی‌ها مردم را کتک‏ ‏زده‌اند، برای اینکه به آنها یک احسنت بگویند». رادیو فردا
- مجلس ایران: دولت همکاری خود را با آژانس کاهش دهد

نمایندگان مجلس ایران با صدور بیانیه‌ای از دولت این کشور خواسته‌اند به دلیل صدور قطعنامه شورای حکام آژانس بین المللی انرژی اتمی، همکاری خود را با این آژانس کاهش دهد. نمایندگان مجلس می‌گویند که «اراده سیاسی ناشی از برخی قدرت‌های بزرگ و به طور مشخص آمریکا و انگلیس سبب انحراف در مسیر پرونده شده‌است» و برای همین باید «هر چه سریعتر مسیر انحرافی ارجاع پرونده ایران به شورای امنیت، اصلاح و این موضوع به آژانس بین المللی انرژی اتمی بر گردد و به شکل پرونده عادی در آید.» مجلس از دولت خواسته که «باتوجه به رفتار خصمانه کشورهای ۱+۵ سریعا برنامه و طرح کاهش سطح همکاری خود و آژانس را به کمیسیون امنیت ملی ارائه دهد تا کمیسیون این طرح را به مجلس تقدیم کند.» بی بی سی فارسی
- علی لاریجانی: غرب دنبال کلاهبرداری سیاسی است

علی لاریجانی، رئیس مجلس شورای اسلامی در واکنش به صدور قطعنامه شورای حکام آژانس بین‌المللی انرژی اتمی علیه ایران، تهدید به کاهش همکاری‌های تهران با این آژانس کرد. لاریجانی روز یکشنبه در جلسه علنی مجلس، خطاب به گروه ۱+۵ گفت که «این گونه بازی‌های فرسوده و کهنه، مجال جدیدی برای چانه‌زنی» فراهم نمی‌کند و افزود: قطعنامه شورای حکام آژانس، نشان داد که کشورهای غربی قصد مذاکره ندارند و تنها پیگیر «کلاهبرداری سیاسی» هستند. بی بی سی فارسی، رادیو زمانه
- ماموریت نیروهای بسیج تغییر کرد

سرتیپ حسین همدانی، فرمانده سپاه محمد رسول‌الله تهران بزرگ، از تغییر ماموریت بسیج از حوزه «دفاعی و نظامی» به حوزه «امنیتی و فرهنگی» خبر داد و افزود: «منظور از حوزه امنیتی، همان مقابله با تهدیدات نرم است.» همدانی اظهار داشت که «در حوزه دفاعی، طبق تصمیمات گرفته شده، برخی از گردان‌های عاشورا و الزهرا برای برنامه‌های دفاعی به نیروی زمینی سپاه پاسداران انقلاب اسلامی تحویل داده» می‌شوند. این فرمانده ارشد سپاه همچنین گفته که در جریان حوادث پس از انتخابات، برخی «نفوذی‌ها» در بسیج در تیراندازی‌ها به سوی مردم دست داشته‌اند و ۱۲ نفر که با لباس بسیج، خود را به عنوان بسیجی معرفی کرده بودند، دستگیر و تحویل مقام‌های قضایی شده‌اند. رادیو زمانه

## ۳۰ نوامبر ۲۰۰۹
- ایران پنج دریانورد بریتانیایی را بازداشت کرده است

وزارت خارجه بریتانیا اعلام کرده‌است که پنج دریانورد بریتانیایی توسط نیروی دریایی ایران، بازداشت شده‌اند. به گفته وزارت خارجه بریتانیا، شناور حامل این دریانوردان هنگامی که در خلیج فارس از بحرین راهی دوبی بود، توسط نیروی دریایی ایران، متوقف شد. بی‌بی‌سی فارسی
- بریتانیا شمار سربازان خود در افغانستان را افزایش داد

گوردون براون، نخست وزیر بریتانیا روز دوشنبه در لندن اعلام کرد که به شمار سربازان بریتانیا در افغانستان ۵۰۰ نفر افزوده می‌شود و به این ترتیب در مجموع ۹۵۰۰ سرباز انگلیسی در این کشور مستقر خواهند شد. دویچه وله فارسی
- هنگامه شهیدی به شش سال و ۹۱ روز حبس محکوم شد

هنگامه شهیدی، روزنامه نگار و مشاور امور زنان ستاد انتخاباتی مهدی کروبی که پس از اعلام نتایج انتخابات دستگیر شده بود، از سوی شعبه ۲۶ دادگاه انقلاب به شش سال و ۹۱ روز تحمل حبس محکوم شد.«اقدام علیه امنیت کشور از طریق اجتماع و تبانی به قصد بر هم زدن امنیت کشور از طریق حضور در اغتشاشات، فعالیت تبلیغی علیه نظام مقدس جمهوری اسلامی از طریق مصاحبه با شبکه ضد انقلاب بی بی سی، امضاء بیانیه‌های برخودار از جنبه تبلیغی علیه نظام جمهوری اسلامی ایران و توهین به ریاست جمهوری ایران» از جمله اتهامات هنگامه شهیدی بوده‌است. بی‌بی‌سی فارسی
- تهدید کشورهای غربی به تحریم بیشتر ایران

خاویر سولانا، مسئول امور سیاست خارجی اتحادیه اروپا و مذاکره کننده اصلی قدرت‌های جهانی با ایران، روز دوشنبه از تصمیم ایران برای ساخت ۱۰ مرکز جدید غنی سازی اورانیوم ابراز تاسف کرد و گفت که این یک «تصمیم اشتباه» است. همزمان، چند کشور جهان، تصمیم ایران به ادامه غنی سازی اورانیوم و اقدام برای ساخت مراکز جدید غنی سازی را محکوم کرده و مقام‌های غربی از احتمال تحریم‌های جدید علیه ایران خبر دادند. ولی روسیه گفته‌است که مخالف چنین اقدامی است.  در عین حال علی لاریجانی رئیس مجلس ایران، ضمن انتقاد از قطعنامه اخیر شورای حکام آژانس، مذاکره را راه حل مناسب برای برون رفت از بحران هسته‌ای دانسته‌است. بی بی سی فارسی، رادیو فردا
- دولت ایران: ۱۰ سایت غنی سازی جدید می‌سازیم

هیات وزیران ایران در جلسه روز یکشنبه ۸ آذر ۱۳۸۸ (۲۹ نوامبر ۲۰۰۹) که به ریاست محمود احمدی نژاد، رئیس جمهور، برگزار شد از سازمان انرژی اتمی این کشور خواست تا دو ماه آینده کار احداث ۵ سایت جدید را که مکان آنها در سراسر کشور پیش بینی شده‌است شروع، و برای ۵ سایت جدید نیز مکان مناسب پیشنهاد کند. علی اکبر صالحی، رئیس سازمان انرژی اتمی ایران، این تصمیم دولت ایران را پاسخی به قطعنامه اخیر شورای حکام آژانس بین المللی انرژی اتمی دانست. بی بی سی فارسی